# Jadaghatta, Arsikere
Jadaghatta là một làng thuộc tehsil Arsikere, huyện Hassan, bang Karnataka, Ấn Độ.